# Dyskografia Krzysztofa Zalewskiego
Dyskografia Krzysztofa Zalewskiego – dyskografia polskiego piosenkarza, kompozytora, autora tekstów i multiinstrumentalisty Krzysztofa Zalewskiego. Lista obejmuje 6 albumów studyjnych, 1 album koncertowy, 3 albumy w ramach supergrup, 61 singli (w tym 9 jako część supergrup i 9 jako gość), 40 teledysków (w tym 4 w formie gościnnych występów w teledyskach innych wykonawców), 45 utworów (studyjnych lub koncertowych) jako gość na albumach oraz 12 albumów z dodatkowym wkładem (nie jako wykonawca, lecz instrumentalista, kompozytor bądź autor tekstu). Artykuł zawiera informacje o datach premiery, wytwórniach muzycznych, nośnikach, pozycjach na listach przebojów, sprzedaży i certyfikatach Związku Producentów Audio-Video.

## Albumy

### Albumy studyjne
| Rok                                                     | Tytuł                   | Informacje wydawnicze                                                                                   | Najwyższe pozycje na listach sprzedaży | Najwyższe pozycje na listach sprzedaży | Najwyższe pozycje na listach sprzedaży | Liczba sprzedanych egzemplarzy | Certyfikat ZPAV |
| Rok                                                     | Tytuł                   | Informacje wydawnicze                                                                                   | OLiS                                   | OLiS fiz.                              | OLiS win.                              | Liczba sprzedanych egzemplarzy | Certyfikat ZPAV |
| ------------------------------------------------------- | ----------------------- | --- | -------------------------------------- | -------------------------------------- | -------------------------------------- | ------------------------------ | --------------- |
| 2004                                                    | Pistolet (jako Zalef)   | - Data premiery: 1 marca 2004 - Wytwórnia: BMG - Nośnik: CD · digital download · streaming              | 7                                      | —                                      | —                                      |                                |                 |
| 2013                                                    | Zelig                   | - Data premiery: 12 listopada 2013 - Wytwórnia: Kayax - Nośniki: CD · LP · digital download · streaming | 33                                     | —                                      | —                                      |                                |                 |
| 2016                                                    | Złoto                   | - Data premiery: 18 listopada 2016 - Wytwórnia: Kayax - Nośniki: CD · LP · digital download · streaming | 8                                      | —                                      | 5                                      | 30 000                         | platynowa płyta |
| 2018                                                    | Zalewski śpiewa Niemena | - Data premiery: 26 stycznia 2018 - Wytwórnia: Kayax - Nośniki: CD · LP · digital download · streaming  | 4                                      | 40                                     | 8                                      | 15 000                         | złota płyta     |
| 2020                                                    | Zabawa                  | - Data premiery: 18 września 2020 - Wytwórnia: Kayax - Nośniki: CD · LP · digital download · streaming  | 2                                      | —                                      | 2                                      | 30 000                         | platynowa płyta |
| 2024                                                    | Zgłowy                  | - Data premiery: 27 września 2024 - Wytwórnia: Kayax - Nośniki: CD · LP · digital download · streaming  | 2                                      | 1                                      | 1                                      |                                |                 |
| „—” oznacza, że album nie był notowany na danej liście. |                         | |                                        |                                        |                                        |                                |                 |

### Albumy koncertowe
| Rok  | Tytuł         | Informacje wydawnicze                                                                                   | Najwyższe pozycje na listach sprzedaży | Najwyższe pozycje na listach sprzedaży |
| Rok  | Tytuł         | Informacje wydawnicze                                                                                   | OLiS                                   | OLiS win.                              |
| ---- | ------------- | --- | -------------------------------------- | -------------------------------------- |
| 2021 | MTV Unplugged | - Data premiery: 23 listopada 2021 - Wytwórnia: Kayax - Nośniki: CD · LP · digital download · streaming | 3                                      | 4                                      |

### Albumy w ramach supergrup
| Rok                                                     | Tytuł                                                                                                 | Informacje wydawnicze | Najwyższe pozycje na listach sprzedaży | Najwyższe pozycje na listach sprzedaży | Najwyższe pozycje na listach sprzedaży | Liczba sprzedanych egzemplarzy | Certyfikat ZPAV    |
| Rok                                                     | Tytuł                                                                                                 | Informacje wydawnicze | OLiS                                   | OLiS fiz.                              | OLiS win.                              | Liczba sprzedanych egzemplarzy | Certyfikat ZPAV    |
| ------------------------------------------------------- | --- | --- | -------------------------------------- | -------------------------------------- | -------------------------------------- | ------------------------------ | ------------------ |
| 2018                                                    | Męskie Granie 2018 (Męskie Granie Orkiestra 2018: Kortez, Dawid Podsiadło i Krzysztof Zalewski)       | - Data premiery: 16 listopada 2018 - Wytwórnia: Agencja Muzyczna Polskiego Radia - Nośniki: 2×CD · digital download · streaming | 2                                      | 52                                     | —                                      | 90 000                         | 3× platynowa płyta |
| 2019                                                    | Męskie Granie 2019 (Męskie Granie Orkiestra 2019: Nosowska, Igo, Tomasz Organek i Krzysztof Zalewski) | - Data premiery: 15 listopada 2019 - Wytwórnia: Agencja Muzyczna Polskiego Radia - Nośniki: 2×CD · digital download · streaming | 1                                      | 68                                     | —                                      | 60 000                         | 2× platynowa płyta |
| 2022                                                    | Męskie Granie 2022 (Męskie Granie Orkiestra 2022: Bedoes, Krzysztof Zalewski i Kwiat Jabłoni)         | - Data premiery: 25 listopada 2022 - Wytwórnia: Mystic - Nośniki: 2×CD · 2×LP · digital download · streaming · box set          | 2                                      | 5                                      | 2                                      | 15 000                         | złota płyta        |
| „—” oznacza, że album nie był notowany na danej liście. | | |                                        |                                        |                                        |                                |                    |

## Single

### Jako główny wykonawca
| Rok | Tytuł                                                                                         | Najwyższe pozycje na listach przebojów | Najwyższe pozycje na listach przebojów | Najwyższe pozycje na listach przebojów | Najwyższe pozycje na listach przebojów | Najwyższe pozycje na listach przebojów | Najwyższe pozycje na listach przebojów | Najwyższe pozycje na listach przebojów | Najwyższe pozycje na listach przebojów | Certyfikat ZPAV | Album                                          |
| Rok | Tytuł                                                                                         | OLiA                                   | OLiS str.                              | SPO                                    | LP3                                    | 357                                    | SLiP                                   | RP                                     | 30 ton                                 | Certyfikat ZPAV | Album                                          |
| --- | --------------------------------------------------------------------------------------------- | -------------------------------------- | -------------------------------------- | -------------------------------------- | -------------------------------------- | -------------------------------------- | -------------------------------------- | -------------------------------------- | -------------------------------------- | --------------- | ---------------------------------------------- |
| 2003 | „What I Am” (jako Zalef)                                                                      | —                                      | —                                      | —                                      | —                                      | —                                      | —                                      | —                                      | —                                      |                 | Pistolet                                       |
| 2003 | „Znikam” (jako Zalef)                                                                         | —                                      | —                                      | —                                      | —                                      | —                                      | 31                                     | —                                      | 6                                      |                 | Pistolet                                       |
| 2004 | „Kiedy miasto śpi” (jako Zalef)                                                               | —                                      | —                                      | —                                      | —                                      | —                                      | 28                                     | —                                      | —                                      |                 | Pistolet                                       |
| 2013 | „Jaśniej”                                                                                     | —                                      | —                                      | —                                      | —                                      | —                                      | —                                      | —                                      | X                                      |                 | Zelig                                          |
| 2014 | „Zboża”                                                                                       | —                                      | —                                      | —                                      | —                                      | —                                      | —                                      | —                                      | X                                      |                 | Zelig                                          |
| 2014 | „Ósemko”                                                                                      | —                                      | —                                      | —                                      | —                                      | —                                      | —                                      | —                                      | X                                      |                 | Zelig                                          |
| 2016 | „Luka”                                                                                        | —                                      | —                                      | —                                      | 11                                     | —                                      | —                                      | —                                      | X                                      |                 | Złoto                                          |
| 2016 | „Miłość miłość”                                                                               | 21                                     | —                                      | 109                                    | 6                                      | —                                      | 16                                     | —                                      | X                                      | złota płyta     | Złoto                                          |
| 2016 | „Polsko”                                                                                      | —                                      | —                                      | —                                      | 1                                      | —                                      | —                                      | —                                      | X                                      |                 | Złoto                                          |
| 2016 | „Jak dobrze” (gościnnie: Natalia Przybysz)                                                    | —                                      | —                                      | —                                      | 18                                     | —                                      | —                                      | —                                      | X                                      |                 | Złoto                                          |
| 2016 | „Cichosza” (z Marcinem Macukiem)                                                              | —                                      | —                                      | —                                      | —                                      | —                                      | —                                      | —                                      | X                                      |                 | —                                              |
| 2017 | „Podróżnik”                                                                                   | —                                      | —                                      | —                                      | 20                                     | —                                      | —                                      | —                                      | X                                      |                 | Złoto                                          |
| 2017 | „Na drugi brzeg”                                                                              | —                                      | —                                      | —                                      | —                                      | —                                      | —                                      | —                                      | X                                      |                 | Złoto                                          |
| 2017 | „Przyjdź w taką noc”                                                                          | —                                      | —                                      | 175                                    | 2                                      | —                                      | —                                      | 1                                      | X                                      |                 | Zalewski śpiewa Niemena                        |
| 2018 | „Jednego serca”                                                                               | —                                      | —                                      | —                                      | 6                                      | —                                      | —                                      | —                                      | X                                      |                 | Zalewski śpiewa Niemena                        |
| 2019 | „Kurier”                                                                                      | 9                                      | —                                      | 86                                     | 1                                      | —                                      | 1                                      | 1                                      | X                                      | platynowa płyta | —                                              |
| 2019 | „Miłość rośnie wokół nas” (z Melą Koteluk, Pauliną Przybysz, Natalią Przybysz i Vito)         | —                                      | —                                      | —                                      | 27                                     | —                                      | 53                                     | —                                      | X                                      |                 | —                                              |
| 2020 | „Tylko nocą”                                                                                  | —                                      | —                                      | 159                                    | X                                      | —                                      | 34                                     | —                                      | X                                      |                 | Zabawa                                         |
| 2020 | „Annuszka”                                                                                    | 17                                     | —                                      | 158                                    | X                                      | —                                      | 25                                     | 1                                      | X                                      |                 | Zabawa                                         |
| 2020 | „Zabawa”                                                                                      | —                                      | —                                      | 150                                    | X                                      | —                                      | —                                      | —                                      | X                                      |                 | Zabawa                                         |
| 2020 | „Lustra”                                                                                      | —                                      | —                                      | —                                      | X                                      | —                                      | —                                      | —                                      | X                                      |                 | Zabawa                                         |
| 2021 | „Wszystko będzie dobrze”                                                                      | 18                                     | —                                      | —                                      | X                                      | —                                      | —                                      | 5                                      | X                                      |                 | Zabawa                                         |
| 2021 | „Wilk”                                                                                        | —                                      | —                                      | —                                      | X                                      | 26                                     | —                                      | —                                      | X                                      |                 | —                                              |
| 2021 | „Na apatię”                                                                                   | —                                      | —                                      | —                                      | X                                      | —                                      | —                                      | —                                      | X                                      |                 | Zabawa                                         |
| 2021 | „Ptaki” (na żywo)                                                                             | —                                      | —                                      | —                                      | X                                      | 3                                      | 17                                     | —                                      | X                                      |                 | MTV Unplugged                                  |
| 2021 | „Nie będzie romansu” (z Marią Dębską)                                                         | —                                      | —                                      | —                                      | X                                      | —                                      | —                                      | —                                      | X                                      |                 | Bo we mnie jest seks. Piosenki Kaliny Jędrusik |
| 2021 | „Romanca Cherubina” (na żywo) (gościnnie: Natalia Przybysz, Paulina Przybysz i Miłosz Pękala) | —                                      | —                                      | —                                      | X                                      | —                                      | —                                      | —                                      | X                                      |                 | MTV Unplugged                                  |
| 2021 | „Tylko nocą” (na żywo) (gościnnie: Justyna Święs)                                             | —                                      | —                                      | —                                      | X                                      | —                                      | —                                      | —                                      | X                                      |                 | MTV Unplugged                                  |
| 2021 | „Oczko w głowie”                                                                              | —                                      | —                                      | —                                      | X                                      | 6                                      | —                                      | —                                      | X                                      |                 | Kayax XX Rework                                |
| 2022 | „Polsko” / „Jaśniej” (na żywo)                                                                | —                                      | —                                      | —                                      | X                                      | —                                      | —                                      | —                                      | X                                      |                 | MTV Unplugged                                  |
| 2022 | „O Tobie myśl”                                                                                | —                                      | —                                      | —                                      | X                                      | 1                                      | —                                      | 8                                      | X                                      |                 | Zabawa (reedycja)                              |
| 2022 | „Tylko nocą” (na żywo) (gościnnie: Natalia Szroeder)                                          | —                                      | —                                      | —                                      | X                                      | —                                      | —                                      | —                                      | X                                      |                 | Zabawa (reedycja)                              |
| 2023 | „Płonąca stodoła”                                                                             | —                                      | —                                      | —                                      | X                                      | —                                      | —                                      | —                                      | X                                      |                 | Zalewski śpiewa Niemena (reedycja)             |
| 2023 | „Człowiek jam niewdzięczny”                                                                   | —                                      | —                                      | —                                      | X                                      | —                                      | —                                      | —                                      | X                                      |                 | Zalewski śpiewa Niemena (reedycja)             |
| 2024 | „Zgłowy”                                                                                      | —                                      | —                                      | —                                      | 3                                      | 1                                      | —                                      | —                                      | X                                      |                 | Zgłowy                                         |
| 2024 | „Kochaj”                                                                                      | —                                      | —                                      | —                                      | 6                                      | 3                                      | —                                      | 15                                     | X                                      |                 | Zgłowy                                         |
| 2024 | „Roboty”                                                                                      | —                                      | —                                      | —                                      | 33                                     | —                                      | —                                      | —                                      | X                                      |                 | Zgłowy                                         |
| 2024 | „Edith Piaf”                                                                                  | —                                      | —                                      | —                                      | 12                                     | 4                                      | —                                      | —                                      | X                                      |                 | Zgłowy                                         |
| 2024 | „Pamiętam Cię” (z Kępiński/Kowalonek)                                                         | —                                      | —                                      | —                                      | —                                      | 36                                     | —                                      | —                                      | X                                      |                 | Prosta sprawa                                  |
| 2025 | „Eviva l’arte!” (z Sanah)                                                                     | 2                                      | 13                                     | 29                                     | —                                      | —                                      | 1                                      | —                                      | X                                      | złota płyta     | Dwoje ludzieńków                               |
| 2025 | „Nastolatek”                                                                                  | —                                      | —                                      | —                                      | —                                      | —                                      | —                                      | —                                      | X                                      |                 | Zgłowy                                         |
| „—” oznacza, że singel nie był notowany na danej liście. „X” oznacza, że lista przebojów nie istniała w danym okresie. |                                                                                               |                                        |                                        |                                        |                                        |                                        |                                        |                                        |                                        |                 |                                                |

### Jako część supergrup
| Rok | Tytuł | Najwyższe pozycje na listach przebojów | Najwyższe pozycje na listach przebojów | Najwyższe pozycje na listach przebojów | Najwyższe pozycje na listach przebojów | Najwyższe pozycje na listach przebojów | Najwyższe pozycje na listach przebojów | Najwyższe pozycje na listach przebojów | Certyfikat ZPAV  | Album              |
| Rok | Tytuł | OLiA                                   | SPO                                    | LP3                                    | 357                                    | SLiP                                   | RP                                     | 30 ton                                 | Certyfikat ZPAV  | Album              |
| --- | --- | -------------------------------------- | -------------------------------------- | -------------------------------------- | -------------------------------------- | -------------------------------------- | -------------------------------------- | -------------------------------------- | ---------------- | ------------------ |
| 2003 | „Czy…” (finaliści drugiej edycji Idola) | —                                      | —                                      | —                                      | —                                      | —                                      | —                                      | 13                                     |                  | Idol Top 10 cz. 2  |
| 2018 | „Początek” (Męskie Granie Orkiestra 2018: Kortez, Dawid Podsiadło i Krzysztof Zalewski)                                                            | 2                                      | 2                                      | 1                                      | —                                      | 1                                      | 2                                      | X                                      | diamentowa płyta | Męskie Granie 2018 |
| 2019 | „Sobie i Wam” (Męskie Granie Orkiestra 2019: Nosowska, Igo, Tomasz Organek i Krzysztof Zalewski)                                                   | 2                                      | 6                                      | 1                                      | —                                      | 1                                      | 1                                      | X                                      | platynowa płyta  | Męskie Granie 2019 |
| 2019 | „Zazdrość” (na żywo) (Męskie Granie Orkiestra 2019: Igo i Krzysztof Zalewski)                                                                      | —                                      | —                                      | 2                                      | —                                      | —                                      | —                                      | X                                      |                  | Męskie Granie 2019 |
| 2020 | „Sing-Sing” (na żywo) (Męskie Granie Orkiestra 2019: Nosowska, Igo i Krzysztof Zalewski)                                                           | —                                      | —                                      | —                                      | —                                      | —                                      | —                                      | X                                      |                  | Męskie Granie 2019 |
| 2022 | „Jest tylko teraz” (Męskie Granie Orkiestra 2022: Bedoes, Krzysztof Zalewski i Kwiat Jabłoni)                                                      | 10                                     | 39                                     | X                                      | 1                                      | 6                                      | 5                                      | X                                      |                  | —                  |
| 2022 | „Orkiestra / Pani w obuwniczym” (na żywo) (Męskie Granie Orkiestra 2022: Bedoes, Krzysztof Zalewski i Kwiat Jabłoni, gościnnie: WaluśKraksaKryzys) | —                                      | —                                      | X                                      | 9                                      | —                                      | —                                      | X                                      |                  | Męskie Granie 2022 |
| 2022 | „Kawałek podłogi” (na żywo) (Męskie Granie Orkiestra 2022: Bedoes, Krzysztof Zalewski i Kwiat Jabłoni)                                             | —                                      | —                                      | X                                      | —                                      | —                                      | —                                      | X                                      |                  | Męskie Granie 2022 |
| 2023 | „Polskie tango” (na żywo) (Męskie Granie Orkiestra 2022: Bedoes, Krzysztof Zalewski i Kwiat Jabłoni)                                               | —                                      | —                                      | X                                      | —                                      | —                                      | —                                      | X                                      |                  | Męskie Granie 2022 |
| „—” oznacza, że singel nie był notowany na danej liście. „X” oznacza, że lista przebojów nie istniała w danym okresie. | |                                        |                                        |                                        |                                        |                                        |                                        |                                        |                  |                    |

### Jako gość
| Rok | Tytuł | Najwyższe pozycje na listach przebojów | Najwyższe pozycje na listach przebojów | Najwyższe pozycje na listach przebojów | Najwyższe pozycje na listach przebojów | Album              |
| Rok | Tytuł | SPO                                    | LP3                                    | 357                                    | SLiP                                   | Album              |
| --- | --- | -------------------------------------- | -------------------------------------- | -------------------------------------- | -------------------------------------- | ------------------ |
| 2014 | „Złota kula” (Grubson, gościnnie: Krzysztof Zalewski)                                                      | —                                      | —                                      | X                                      | 43                                     | Holizm             |
| 2015 | „Obracam w palcach złoty pieniądz” (na żywo) (Męskie Granie Orkiestra 2015, gościnnie: Krzysztof Zalewski) | —                                      | 14                                     | X                                      | —                                      | Męskie Granie 2015 |
| 2017 | „Począwszy od Kaina” (Natalia Niemen, gościnnie: Krzysztof Zalewski)                                       | —                                      | 23                                     | X                                      | —                                      | Niemen mniej znany |
| 2017 | „Perseidy” (SΔVV Remix) (Miuosh, gościnnie: Krzysztof Zalewski)                                            | —                                      | —                                      | X                                      | —                                      | —                  |
| 2019 | „Syberia” (na żywo) (Brodka, gościnnie: Krzysztof Zalewski)                                                | —                                      | 16                                     | X                                      | —                                      | MTV Unplugged      |
| 2021 | „Hey Vee” (Ayoub Houmanna, gościnnie: Krzysztof Zalewski)                                                  | —                                      | X                                      | —                                      | —                                      | Berber Colors      |
| 2021 | „Francuskie filmy” (FAVST i Gibbs, gościnnie: Krzysztof Zalewski i Pezet)                                  | 155                                    | X                                      | —                                      | —                                      | Hample             |
| 2022 | „Chmura” (Catz ’n Dogz, gościnnie: Krzysztof Zalewski)                                                     | —                                      | X                                      | —                                      | —                                      | Punkt              |
| 2023 | „Rdza” (Skubas, gościnnie: Krzysztof Zalewski)                                                             | —                                      | X                                      | —                                      | —                                      | —                  |
| 2023 | „Czas nie leczy ran” (Carnal, gościnnie: Krzysztof Zalewski)                                               | —                                      | X                                      | 24                                     | —                                      | Horyzont zdarzeń   |
| 2025 | „Nie umrzemy młodo” (Jacko Brango, gościnnie: Krzysztof Zalewski)                                          | —                                      | X                                      | —                                      | —                                      | —                  |
| „—” oznacza, że singel nie był notowany na danej liście. „X” oznacza, że lista przebojów nie istniała w danym okresie. | |                                        |                                        |                                        |                                        |                    |

## Teledyski
| Rok  | Tytuł                                                                                            | Reżyseria                              | Źr.     |
| ---- | ------------------------------------------------------------------------------------------------ | -------------------------------------- | ------- |
| 2004 | „What I Am” (jako Zalef)                                                                         | brak informacji                        | [ 80 ]  |
| 2004 | „Znikam” (jako Zalef)                                                                            | brak informacji                        |         |
| 2013 | „Jaśniej”                                                                                        | —                                      | [ 81 ]  |
| 2014 | „Ósemko”                                                                                         | Yulka Wilam                            | [ 82 ]  |
| 2014 | „Złota kula” (Grubson, gościnnie: Krzysztof Zalewski)                                            | Michał Jagiełło                        | [ 83 ]  |
| 2016 | „Luka”                                                                                           | Kuba Szada-Borzyszkowski               | [ 84 ]  |
| 2016 | „Miłość miłość”                                                                                  | Piotr Onopa                            | [ 85 ]  |
| 2017 | „Jak dobrze” (gościnnie: Natalia Przybysz)                                                       | Piotr Rajkowski                        | [ 86 ]  |
| 2017 | „Polsko”                                                                                         | Dzienis                                | [ 87 ]  |
| 2017 | „Cichosza” (z Marcinem Macukiem)                                                                 | Tomek Suwalski                         | [ 88 ]  |
| 2017 | „Perseidy” (SΔVV Remix) (Miuosh, gościnnie: Krzysztof Zalewski)                                  | Michał Jagiełło                        | [ 89 ]  |
| 2018 | „Podróżnik”                                                                                      | Ewa Kaczmarek                          | [ 90 ]  |
| 2018 | „Początek” (Męskie Granie Orkiestra 2018: Kortez, Dawid Podsiadło i Krzysztof Zalewski)          | Tadeusz Śliwa                          | [ 91 ]  |
| 2018 | „Jednego serca”                                                                                  | Piotr Onopa                            | [ 92 ]  |
| 2019 | „Kurier”                                                                                         | Mirosław Kuba Brożek                   | [ 93 ]  |
| 2019 | „Sobie i Wam” (Męskie Granie Orkiestra 2019: Nosowska, Igo, Tomasz Organek i Krzysztof Zalewski) | Alan Willmann                          | [ 94 ]  |
| 2019 | „Miłość rośnie wokół nas” (z Melą Koteluk, Pauliną Przybysz, Natalią Przybysz i Vito)            | Paskal Pawliszewski                    | [ 95 ]  |
| 2020 | „Tylko nocą”                                                                                     | Marta Frączek, Piotr Onopa             | [ 96 ]  |
| 2020 | „Annuszka”                                                                                       | Monika Brodka, Przemysław Dzienis      | [ 97 ]  |
| 2021 | „Wszystko będzie dobrze”                                                                         | Miłosz Sakowski                        | [ 98 ]  |
| 2021 | „Kolorowy wiatr”                                                                                 | —                                      | [ 99 ]  |
| 2021 | „Wilk”                                                                                           | Maciej Buchwald                        | [ 100 ] |
| 2021 | „Na apatię”                                                                                      | Adam Romanowski                        | [ 101 ] |
| 2021 | „Zabawa” (Catz ’n Dogz Remix)                                                                    | Marcin Kluczykowski                    | [ 102 ] |
| 2021 | „Francuskie filmy” (FAVST i Gibbs, gościnnie: Krzysztof Zalewski i Pezet)                        | Filip Bartczak                         | [ 103 ] |
| 2021 | „Nie będzie romansu” (z Marią Dębską)                                                            | Zuzanna Sorówka, Katarzyna Klimkiewicz | [ 104 ] |
| 2022 | „Jest tylko teraz” (Męskie Granie Orkiestra 2022: Bedoes, Krzysztof Zalewski i Kwiat Jabłoni)    | Daniel Jaroszek                        | [ 105 ] |
| 2023 | „Rdza” (Skubas, gościnnie: Krzysztof Zalewski)                                                   | Sebastian Juszczyk                     | [ 106 ] |
| 2024 | „Zgłowy”                                                                                         | Michał Sierakowski                     | [ 107 ] |
| 2024 | „Kochaj”                                                                                         | Michał Sierakowski                     | [ 108 ] |
| 2024 | „Roboty”                                                                                         | Maciej Dydyński                        | [ 109 ] |
| 2024 | „Edith Piaf”                                                                                     | Tymon Nogalski                         | [ 110 ] |
| 2024 | „Prosta sprawa” (z Kępiński/Kowalonek)                                                           | Bartosz Mieloch                        | [ 111 ] |
| 2025 | „Eviva l’arte!” (z Sanah)                                                                        | Alan Kępski, Sylwia Księżopolska       | [ 112 ] |
| 2025 | „Nastolatek”                                                                                     | Bartosz Mieloch                        | [ 113 ] |
| 2025 | „Nie umrzemy młodo” (Jacko Brango, gościnnie: Krzysztof Zalewski)                                | Sebastian Juszczyk                     | [ 114 ] |

### Gościnne występy w teledyskach innych wykonawców
| Rok  | Tytuł                    | Wykonawca                                                         | Reżyseria          | Źr.             |
| ---- | ------------------------ | ----------------------------------------------------------------- | ------------------ | --------------- |
| 2008 | „Kto tam u ciebie jest?” | Nosowska                                                          | Grzegorz Lipiec    | [ 115 ] [ 116 ] |
| 2009 | „Kokaina”                | Nosowska                                                          | Grzegorz Lipiec    | [ 117 ] [ 118 ] |
| 2015 | „Armaty”                 | Męskie Granie Orkiestra 2015: Fisz, Mela Koteluk i Andrzej Smolik | —                  | [ 119 ]         |
| 2023 | „Polskie chłopaky”       | Mery Spolsky                                                      | Michał Sierakowski | [ 120 ] [ 121 ] |

## Występy gościnne

### Studyjne
| Rok  | Utwór                     | Wykonawca                                                             | Album                                          | Źr.     |
| ---- | ------------------------- | --------------------------------------------------------------------- | ---------------------------------------------- | ------- |
| 2003 | „Czy…”                    | finaliści drugiej edycji Idola                                        | Idol Top 10 cz. 2                              | [ 122 ] |
| 2003 | „Hot Stuff”               | Krzysztof Zalewski                                                    | Idol Top 10 cz. 2                              | [ 122 ] |
| 2006 | „Śnieżny szus”            | Krzysztof Zalewski                                                    | Święta święta vol. 4                           | [ 123 ] |
| 2015 | „Zaopiekuj się mną”       | Natalia Kukulska, gościnnie: Krzysztof Zalewski                       | Ósmy plan                                      | [ 124 ] |
| 2015 | „Złota kula”              | Grubson, gościnnie: Krzysztof Zalewski                                | Holizm                                         | [ 125 ] |
| 2016 | „Wiersz o karpiu”         | Natalia Grosiak, Kayah, Skubas i Krzysztof Zalewski                   | Święta bez granic 2016                         | [ 126 ] |
| 2017 | „Chwalmy Pana”            | Krzysztof Zalewski                                                    | nowOsiecka                                     | [ 127 ] |
| 2017 | „Break the Rules”         | SoDrumatic, gościnnie: Krzysztof Zalewski                             | Good Times                                     | [ 128 ] |
| 2017 | „Począwszy od Kaina”      | Natalia Niemen, gościnnie: Krzysztof Zalewski                         | Niemen mniej znany                             | [ 129 ] |
| 2018 | „Chwila”                  | Krzysztof Zalewski                                                    | Alkopoligamia prezentuje: Albo Inaczej 2       | [ 130 ] |
| 2018 | „Fabryka małp”            | Krzysztof Zalewski                                                    | LP1                                            | [ 131 ] |
| 2019 | „Joker”                   | Krzysztof Zalewski                                                    | Ladies and Gentlemen on Acid                   | [ 132 ] |
| 2020 | „W dzikie wino zaplątani” | Voo Voo, gościnnie: Krzysztof Zalewski                                | Anawa 2020                                     | [ 133 ] |
| 2020 | „Nie dokazuj”             | Voo Voo, gościnnie: Krzysztof Zalewski i Kasai                        | Anawa 2020                                     | [ 133 ] |
| 2021 | „Hey Vee”                 | Ayoub Houmanna, gościnnie: Krzysztof Zalewski                         | Berber Colors                                  | [ 134 ] |
| 2021 | „Nie będzie romansu”      | Krzysztof Zalewski i Maria Dębska                                     | Bo we mnie jest seks. Piosenki Kaliny Jędrusik | [ 135 ] |
| 2021 | „Francuskie filmy”        | FAVST i Gibbs, gościnnie: Krzysztof Zalewski i Pezet                  | Hample                                         | [ 136 ] |
| 2022 | „Smutna piosenka”         | Ewa Farna, gościnnie: Krzysztof Zalewski                              | Umami                                          | [ 137 ] |
| 2022 | „Chmura”                  | Catz ’n Dogz, gościnnie: Krzysztof Zalewski                           | Punkt                                          | [ 138 ] |
| 2022 | „Oczko w głowie”          | Krzysztof Zalewski                                                    | Kayax XX Rework                                | [ 139 ] |
| 2024 | „Bzy”                     | Miuosh i Zespół Pieśni i Tańca „Śląsk”, gościnnie: Krzysztof Zalewski | Pieśni współczesne. Tom II                     | [ 140 ] |
| 2024 | „Pętla”                   | Natalia Szroeder, gościnnie: Krzysztof Zalewski                       | REM                                            | [ 141 ] |
| 2024 | „Prosta sprawa”           | Kępiński/Kowalonek i Krzysztof Zalewski                               | Prosta sprawa                                  | [ 142 ] |
| 2025 | „Niebezpieczny człowiek”  | Igo, gościnnie: Krzysztof Zalewski                                    | 12                                             | [ 143 ] |

### Koncertowe
| Rok  | Utwór                              | Wykonawca                                                                      | Album                                                           | Źr.     |
| ---- | ---------------------------------- | ------------------------------------------------------------------------------ | --------------------------------------------------------------- | ------- |
| 2013 | „Ósemko”                           | Krzysztof Zalewski                                                             | Męskie Granie 2013                                              | [ 144 ] |
| 2013 | „Jaśniej”                          | Krzysztof Zalewski                                                             | Męskie Granie 2013                                              | [ 144 ] |
| 2014 | „Elektryczny”                      | Męskie Granie Orkiestra 2014, gościnnie: Brodka i Krzysztof Zalewski           | Męskie Granie 2014                                              | [ 145 ] |
| 2014 | „Centrala”                         | Męskie Granie Orkiestra 2014, gościnnie: Olaf Deriglasoff i Krzysztof Zalewski | Męskie Granie 2014                                              | [ 145 ] |
| 2014 | „Nim wstanie dzień                 | Męskie Granie Orkiestra 2014, gościnnie: Krzysztof Zalewski                    | Męskie Granie 2014                                              | [ 145 ] |
| 2015 | „Elektryczny”                      | Męskie Granie Orkiestra 2015, gościnnie: Dawid Podsiadło i Krzysztof Zalewski  | Męskie Granie 2015                                              | [ 146 ] |
| 2015 | „Obracam w palcach złoty pieniądz” | Męskie Granie Orkiestra 2015, gościnnie: Krzysztof Zalewski                    | Męskie Granie 2015                                              | [ 146 ] |
| 2017 | „Kim bym był?”                     | Wacławem Zimpelem i LAM, gościnnie: Krzysztof Zalewski i Wojciech Waglewski    | Męskie Granie 2017                                              | [ 147 ] |
| 2017 | „Polsko”                           | Krzysztof Zalewski, gościnnie: Zbigniew Hołdys                                 | Męskie Granie 2017                                              | [ 147 ] |
| 2018 | „Przyjdź w taką noc”               | Krzysztof Zalewski i Natalia Przybysz                                          | Klubowy Paprykarz i Oranżada. Nowe brzmienie big beatu [Na noc] | [ 148 ] |
| 2018 | „Za majem maj”                     | Krzysztof Zalewski                                                             | Klubowy Paprykarz i Oranżada. Nowe brzmienie big beatu [Na noc] | [ 148 ] |
| 2018 | „Jak dobrze”                       | Krzysztof Zalewski                                                             | Męskie Granie 2018                                              | [ 149 ] |
| 2018 | „Przyjdź w taką noc”               | Krzysztof Zalewski                                                             | Męskie Granie 2018                                              | [ 149 ] |
| 2018 | „Syberia”                          | Brodka, gościnnie: Krzysztof Zalewski                                          | MTV Unplugged                                                   | [ 150 ] |
| 2019 | „Miłość miłość”                    | Krzysztof Zalewski                                                             | Męskie Granie 2019                                              | [ 151 ] |
| 2019 | „Feeling Exactly”                  | Bass Astral x Igo, gościnnie: Krzysztof Zalewski                               | Męskie Granie 2019                                              | [ 151 ] |
| 2020 | „Słoń”                             | Krzysztof Zalewski                                                             | Herbert 3.0                                                     | [ 152 ] |
| 2020 | „Zboża”                            | Krzysztof Zalewski                                                             | Męskie Granie 2019. Dogrywka                                    | [ 153 ] |
| 2021 | „Wilk”                             | Krzysztof Zalewski                                                             | Męskie Granie 2021                                              | [ 154 ] |
| 2022 | „Ptaki”                            | Krzysztof Zalewski                                                             | Męskie Granie 2022                                              | [ 155 ] |
| 2024 | „Nastolatek”                       | Krzysztof Zalewski                                                             | Męskie Granie 2024                                              | [ 156 ] |

## Dodatkowy wkład
| Rok  | Wykonawca                                                         | Album               | Wkład | Źr.     |
| ---- | ----------------------------------------------------------------- | ------------------- | --- | ------- |
| 2007 | Silski                                                            | Alodium             | tekst w utworze „Prezent” | [ 157 ] |
| 2008 | Iza Lach                                                          | Już czas            | szef chóru i cymbał w utworze „Pieśń / jeśli chcesz”                                                                                | [ 158 ] |
| 2008 | Nosowska                                                          | Osiecka             | wibrafon, wokal wspierający, hałasy; dodatkowo muzyka w utworze „Jesień na Saskiej”                                                 | [ 159 ] |
| 2009 | Rotary                                                            | Roboty i romantycy  | wokal wspierający w utworze „Dwa oblicza”                                                                                           | [ 160 ] |
| 2009 | BiFF                                                              | Ano                 | wokal wspierający, hałasy i oklaski w utworach „Pies1”, „Ślązak” i „Nananana”                                                       | [ 161 ] |
| 2010 | Japoto                                                            | Japoto              | śpiew | [ 162 ] |
| 2012 | Muchy                                                             | Chcecicospowiedziec | gitara, instrumenty klawiszowe | [ 163 ] |
| 2013 | Strachy na Lachy                                                  | !To!                | instrumenty klawiszowe | [ 164 ] |
| 2014 | Negatyw                                                           | Albinos             | | [ 165 ] |
| 2014 | Muchy                                                             | Karma market        | śpiew, gitara, instrumenty klawiszowe; dodatkowo muzyka w utworach „Odkąd”, „Biały walc”, „A Place”, „Bliżej” i „Between the Lines” | [ 166 ] |
| 2014 | Pseudo Artysta                                                    | Pseudo Artysta      | produkcja muzyczna | [ 167 ] |
| 2015 | Męskie Granie Orkiestra 2015: Fisz, Mela Koteluk i Andrzej Smolik | Męskie Granie 2015  | gitara w utworze „Armaty” | [ 119 ] |